# Schultz & Co.
Die Firma Schultz & Co. GmbH war der zweitgrößte Rüstungsbetrieb im Warschauer Ghetto. Das Unternehmen stellte Pelzwaren her, führte eine große Schneiderwerkstatt für Wehrmachtsbedarf und produzierte Strickwaren, Lederstiefel, Holzschuhe und Bürsten.
Der Betrieb war ab September 1941 tätig und wurde im April 1943 ins Zwangsarbeitslager Trawniki verlegt, wo die Belegschaft – mehr als 7000 Juden – am 3. November 1943 in vorbereiteten Gruben erschossen wurde.

## Gründung und Ausbau
Fritz Emil Schultz betrieb in Danzig einen Großhandel mit Pelzwaren und fertigte daneben auch Pelzkonfektion an. Das Unternehmen wurde 1939 zum Rüstungsbetrieb und produzierte für die Wehrmacht. Im Herbst 1940 wurde Schultz beauftragt, einen Großbetrieb für Winterbekleidung aufzubauen. Er griff auf frühere Geschäftsbeziehungen zurück und erhielt eine im Warschauer Ghetto bestehende Lederfabrik zugeteilt; die jüdischen Eigentümer wurden in leitenden Positionen weiter beschäftigt. Als deutschen Geschäftsführer setzte Schultz den „Geltungsjuden“ Rudolf Neumann aus Danzig ein.
Der Sitz des am 7. Juli 1941 gegründeten, mit einem Stammkapital von 40.000 Złoty ausgestatteten und unter Schultz & Co. GmbH firmierenden Unternehmens lag zum Gründungszeitpunkt im Prudential-Hochhaus am Napoleon-Platz 9 und wurde kurz darauf in die Nowy Zjazd-Straße verlegt. Der Hauptbetrieb befand sich in einem Gebäudekomplex an der Nowolipie-Straße 44–46, in der vormals die Zakłady Garbarskie Sp. Akc. I.C.H.Bluck produziert hatte. Hierher waren auch Teile der Produktionsanlagen der 1939 weitgehend zerstörten Gerberei Temler i Szwede gebracht worden. Später kamen Nebenbetriebe in weiteren (von Schultz & Co übernommenen) Fabriken in dieser Straße sowie in den Okopowa-, Pawia- und Nowolipki-Straßen dazu.
Im September 1941 waren 150 Arbeiter im Betrieb tätig, im Dezember 800 Personen und Mitte Juli 1942 betrug die Belegschaftsstärke 4476 Arbeiter. Im April 1943 umfasste das Unternehmen 50 verschiedene Werkstätten und Betriebe und hatte mehr als 8000 Belegschaftsmitglieder.
Im Hauptbetrieb Nowolipie 44 fertigten 600 Arbeiter im Schichtbetrieb wöchentlich rund 10.000 Jacken an. Die Bezahlung war an die Anzahl der gefertigten Stücke gekoppelt. Die Arbeiter erhielten zwei Teller Suppe und 80 Gramm Brot zum Mittag.

## Zeit der „Großen Aktion“

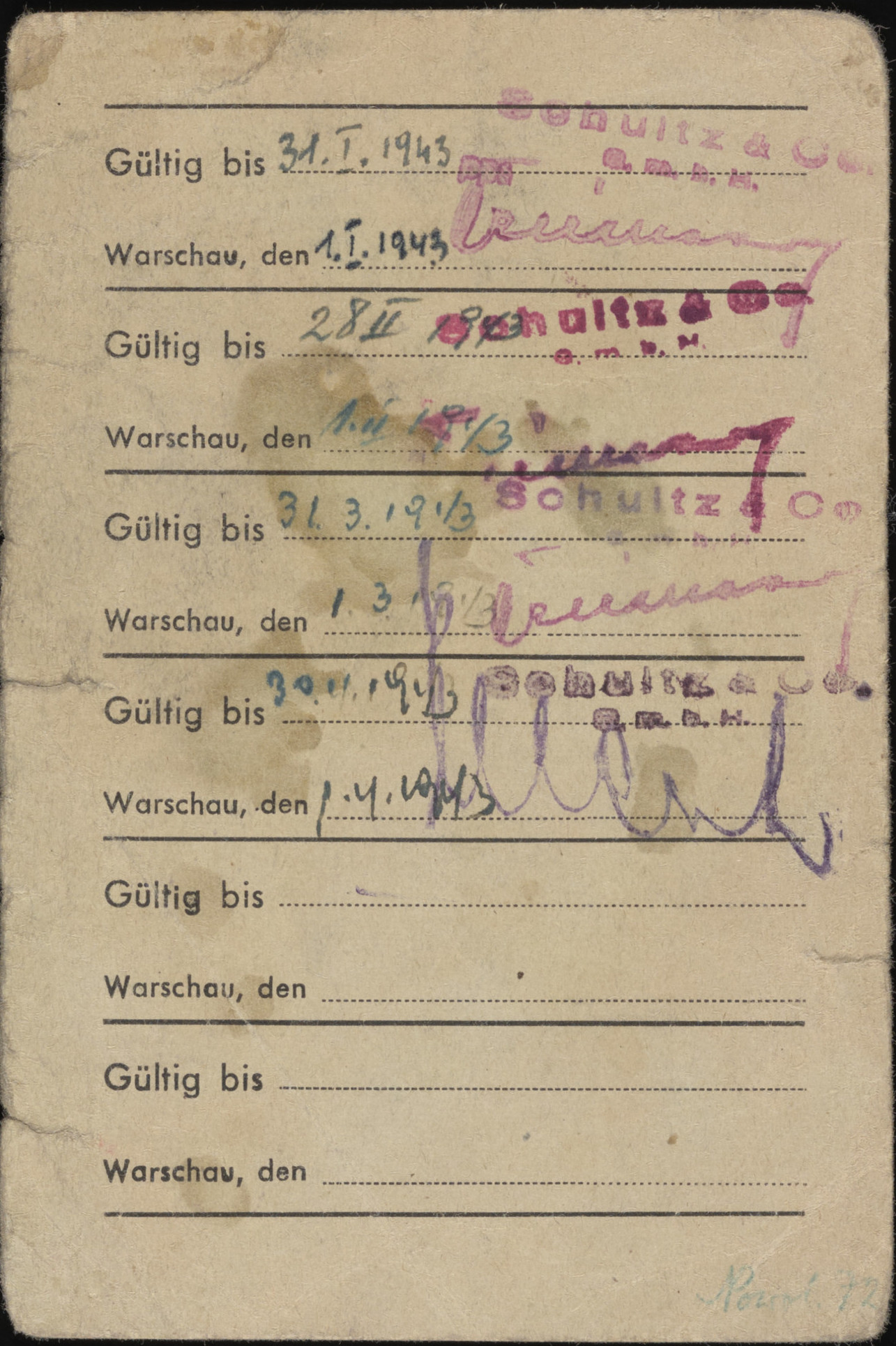
Arbeitsnachweis-Karte von Schultz & Co. für Gina Tabaczynska, Januar bis April 1943. Gina Tabaczynska überlebte den Holocaust durch Flucht aus dem Ghetto, ihre Familie wurde ermordet.

Wer als Ghettobewohner Arbeit und Unterkunft in einem Rüstungsbetrieb gefunden hatte, erhielt zusätzliche Verpflegung und blieb vor willkürlichen Übergriffen der SS geschützt. Dies änderte sich für die Beschäftigten der größeren Betriebe auch nach Beginn der „Aussiedlungsaktion“ am 22. Juni 1942 noch nicht. Viele der vom Abtransport Bedrohten versuchten, in den Rüstungsbetrieben unterzukommen und entsprechende Bescheinigungen zu erlangen.
Die Firma Schultz & Co. GmbH hatte sofort begonnen, weitere Arbeiter aufzunehmen und zusätzliche Arbeitsausweise auszustellen. So listete sie für Mitte Juli 1942 genau 4776 Betriebsangehörige auf, gab aber den Personenstand einen Monat später mit 13.850 an. Die leitenden Angestellten empfahlen der Belegschaft, sich nur im Betriebs- und Wohnbereich aufzuhalten, und versuchten auch mit Erfolg, verschleppte Betriebsangehörige vom Umschlagplatz herauszubekommen.
Mit dem 1. September 1942 gingen die Rüstungsbetriebe, für die bislang die Transferstelle Warschau  zuständig war, in die Regie der SS über. Die Unternehmer leisteten Zahlungen nunmehr an den Höheren SS- und Polizeiführer.

## Betriebsverlagerung nach Trawniki
Heinrich Himmler wies am 11. Januar 1943 den HSSPF Friedrich-Wilhelm Krüger verärgert an, die bereits im Oktober 1942 angeordnete Verlagerung der Rüstungsbetriebe alsbald umzusetzen. In den Wohnstätten der Großfirmen Walther C. Többens und Schultz & Co.GmbH  wurden am 20. Januar viele Personen verhaftet, die kein Arbeitsverhältnis nachweisen konnten. Dies betraf bei Schultz 570 Juden; die Personenstandsliste des Betriebs umfasste danach noch 6429 Arbeiter. Vertraglich wurde am 8. Februar 1943 festgelegt, dass zu den 800 aus Międzyrzec stammenden und schon in Trawniki in der Bürstenverarbeitung Beschäftigten weitere 5500 „Schultz-Arbeiter“ samt Maschinen und Material verlagert würden. Die Firma „Schultz & Co. im SS Arbeitslager Trawniki“ müsse für Verpflegung, Unterkunft und Bekleidung täglich 4 Złoty für eine weibliche Zwangsarbeiterin bzw. 5 Zloty für einen Mann an die SS zahlen.
Die befohlene Betriebsverlagerung stieß auf große Befürchtungen bei den Arbeitern, die nach den Vernichtungsaktionen im Sommer 1942 kein Vertrauen mehr hatten. Im Ghetto wurden Widerstandsgruppen aktiv und warnten. Nur 1445 Personen der Belegschaft, die mehr als 7000 Arbeiter umfasste, ließen sich bis zum 15. April 1943 freiwillig nach Trawniki umsiedeln. Am 19. April brach der Aufstand im Warschauer Ghetto los. Der sofortige Umzug der Betriebe war für den 21. April angeordnet. Aber erst nach vielen Drohungen der SS, zweimaliger Fristverlängerung und beruhigenden Zusagen von Fritz Schultz ließen sich weitere Belegschaftsangehörige auf die Umsiedlung ein, die bis zum 6. Mai 1943 abgeschlossen war. Insgesamt 7290 Zwangsarbeiter übersiedelten nach Trawniki. Über das Schicksal weiterer 1294 Personen, die auf der Lohnliste vom Februar 1943 standen, ist so gut wie nichts bekannt.

## Ende in Trawniki
Es gab im Arbeitslager Trawniki außer einer ehemaligen Zuckerfabrik nur wenige Baracken, die zumeist von den aus Międzyrzec stammenden Bürstenmachern besetzt waren. Es mussten Räume für den Betrieb und Unterkünfte die Betriebsangehörigen von Schultz & Co geschaffen werden. Der erforderliche Ausbau war am 23. August 1943 restlos erledigt.
Ein Tätigkeitsbericht für Mai 1943 gibt an, dass bereits 75 % der verfügbaren Zwangsarbeiter eingesetzt waren. Zum Teil waren sie mit dem Sortieren von mitgeführtem Material und Reparatur von Maschinen beschäftigt, aber die Produktion lief schon in zwei Schichten an.
Inzwischen war die Ostindustrie GmbH (OSTI) gegründet worden, die Anspruch erhob auf Maschinen, Werkzeuge und Waren aus „ehemals jüdischem Eigentum“, das in Privatbesitz übergegangen war. Die alleinige Verfügung über die Lager-Häftlinge war bereits im Vertrag vom 8. Februar 1943 der SS übertragen worden. Die deutschen Angestellten der Firma Schultz & Co. im SS Arbeitslager Trawniki waren nur noch für den technischen Produktionsbetrieb zuständig.
Die Hoffnung auf eine echte Überlebenschance trog. Am 3. November 1943 wurden alle Juden des Arbeitslagers zu vorbereiteten Gruben im Ausbildungslager verschleppt und erschossen; dies geschah im Rahmen der sogenannten Aktion Erntefest. Die letzten deutschen Angestellten verließen unmittelbar danach mit ihren Geschäftsunterlagen den Ort des Verbrechens.

## Fotoalbum
Das unter Literatur erwähnte Buch Letzte Spuren enthält auf den Seiten 34–132 ein umfangreiches Foto-Album aller Betriebsstätten. Es ist vor dem 22. Juli 1942 entstanden.